# 安佳
安佳（英語：Anchor，直譯為『錨』）是一個乳製品品牌，於1886年在新西蘭創立，是新西蘭國際出口商恒天然合作社集团旗下的主要品牌之一。在馬來西亞、新加坡和台灣，恆天然使用品牌豐力富代替安佳。

## 外部連結
- 官方網站 （页面存档备份，存于）